# Schwarzkopftunnel
Der Schwarzkopftunnel ist ein stillgelegter zweigleisiger Eisenbahntunnel zwischen den Bahnhöfen Laufach und Heigenbrücken im Verlauf der Bahnstrecke Würzburg–Aschaffenburg bei Streckenkilometer 72,1–73,0. Nach dem Neubau der Spessartrampe mit dem Falkenbergtunnel wurde  der 930 m lange, gerade Tunnel am 15. Juni 2017 außer Betrieb genommen und anschließend verfüllt.

## Geografische Lage
Der Tunnel ist nach dem Schwarzkopf benannt, der sich mit 460 m ü. NN unmittelbar südöstlich über dem Tunnel auf der Wasserscheide zwischen Laufach und Lohrbach erhebt. Der Tunnel liegt mit 277 m ü. NN am Kulminationspunkt der Main-Spessart-Bahn, unterquert den Höhenzug der Eselshöhe und verbindet im Spessart das Lohrtal mit dem Laufachtal. An seinem westlichen Portal beginnt die Spessartrampe, die nach Laufach hin abfällt.
Der Tunnel quert mehrere Schichten Buntsandstein sowie den Zechstein. Seine maximale Überdeckung beträgt 118 Meter.

## Geschichte
Der Tunnel wurde zwischen 1850 und 1854 im Auftrag der Bayerischen Staatsbahn  errichtet. Der Bau gestaltete sich aufgrund des reichlich anfallenden Bergwassers sehr schwierig. Er wurde nach einer Variante der deutschen Bauweise mit einem First- und zwei Sohlstollen vorgetrieben. Das Bergwasser wurde gefasst und zur Versorgung der Wassertürme in den Lokstationen Laufach und Aschaffenburg genutzt.
Anfang der 1980er Jahre war im Rahmen der Ausbaustrecke Aschaffenburg–Gemünden vorgesehen, die Steilstrecke mit dem Schwarzkopftunnel auf einer Länge von 18 km mit einer Höchstgeschwindigkeit von 200 km/h zu umfahren. Dieses und verschiedene andere großräumige Neu- und Ausbauvorhaben wurden später nicht weiter verfolgt.

## Technische Parameter
Die Länge des Tunnels wird mit 926 m oder 930 m angegeben. Der Gleismittenabstand liegt bei 3,50 m.
Bis zur Elektrifizierung der Strecke hatte der Tunnel bei Kilometer 72,377 und 72,691 je einen senkrechten Abluftschacht, um die Abgase der Dampflokomotiven dank der Kaminwirkung schneller aus dem Tunnel abziehen zu lassen. Bei der Elektrifizierung 1957 wurde die Tunnelsohle um 60 Zentimeter tiefer gelegt. Die Verstärkungsleitung der Oberleitung wurde  aus Gründen des eingeschränkten Lichtraumprofils über den Tunnel hinweg geführt. Um 1926 und um 1970 wurde der Tunnel saniert, da der Gebirgsdruck und eindringendes Bergwasser die Gewölbemauerung beschädigt hatten. Laut Main-Echo kam es auch 1991 zu einem Wassereinbruch in den Tunnel, woraufhin 1993 für sechs Millionen DM eine Betonschale errichtet worden sei. Nachdem sich 2010 ein Teil dieser Schale wieder gelöst habe, seien 300 Deckenanker gesetzt worden. Der Tunnel wurde mit einem elektronischen Messsystem überwacht. Nach anderen Angaben habe es fortwährende Probleme mit der Gleislage gegeben. Im Winter hätten sich Eiszapfen gebildet.
Mit einer maximalen Streckengeschwindigkeit von 70 km/h zählte der Schwarzkopftunnel zu den am langsamsten befahrenen Tunneln im Fernverkehrsnetz der Deutschen Bahn.

## Stilllegung
Ende der 1990er Jahre war geplant, nach Fertigstellung einer eingleisigen Umfahrung den Tunnel zu schließen und im Rahmen einer Generalsanierung auf ein Gleis zurückzubauen.
Der bestehende Tunnel wurde laut Angaben der Deutschen Bahn aus wirtschaftlichen und technischen Gründen und aufgrund des absehbaren Neubaus der Spessartrampe in den letzten Jahren nicht mehr erneuert.
Der Schwarzkopftunnel wurde am 15. Juni 2017 stillgelegt, kurz nachdem 403 028 als ICE 621 nach Nürnberg gegen Mittag als letzter planmäßiger Zug den Tunnel durchfuhr. Nach Fertigstellung der neuen Spessartrampe wurde der Schwarzkopftunnel verfüllt. Das denkmalgeschützte Tunnelportal mit zwei bayerischen Löwen und römischer Jahreszahl 1854 auf der Seite von Heigenbrücken (Ostportal) blieb erhalten.